# Чарли Вилануева
Чарли Вилануева (енгл. Charlie Villanueva; Квинс, Њујорк, 24. август 1984) је бивши америчко-доминикански кошаркаш. Играо је на позицији крилног центра.

## Успеси

### Појединачни
- Идеални тим новајлија НБА — прва постава: 2005/06.

### Репрезентативни
- Америчко првенство:  2011.
- Центробаскет:  2010.